# 帕特里克·皮科
帕特里克·皮科（法語：Patrick Picot，1951年9月22日—），法国男子击剑运动员。他曾获得1980年夏季奥运会击剑比赛男子重剑团体金牌。他的妻子Hajnalka Kiraly Picot同样也是击剑选手。